# Comercio social

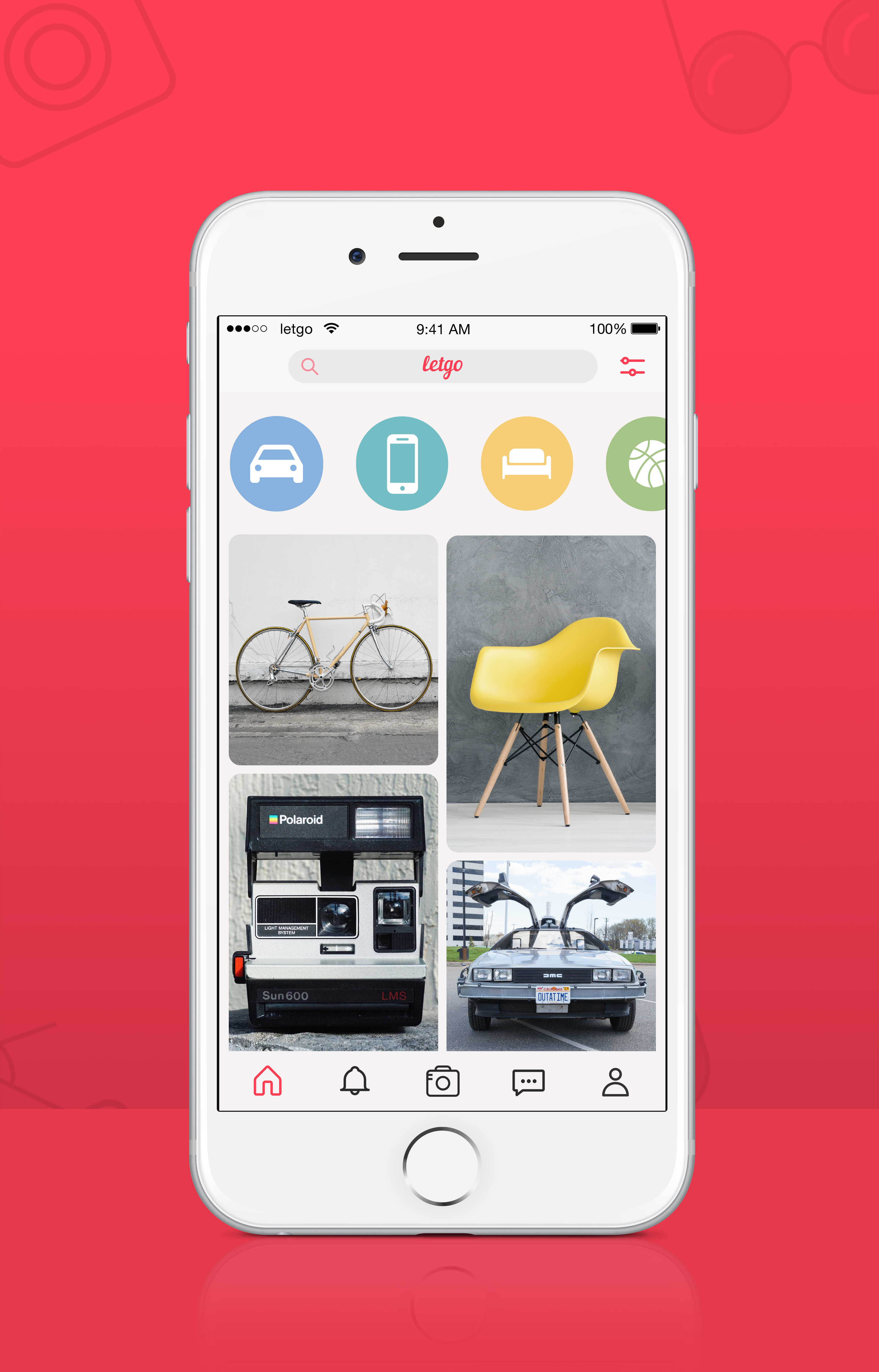
Redes sociales, que involucren el uso de transferencias monetarias, a cambio de productos o servicios, entre los mismos usuarios de la plataforma.

El comercio social (en inglés: social commerce) es una ramificación del comercio electrónico que supone el uso de redes sociales para ayudar en la compra y venta en línea de productos y servicios.
El término comercio social fue acuñado por Yahoo! en noviembre de 2005 para describir un conjunto de herramientas de compra colaborativa tales como listas compartidas, valoraciones de usuarios y otro tipo de información y consejos generados por usuarios.
El concepto de comercio social fue desarrollado por David Biesel para hacer referencia a contenido generado por usuarios en sitios de comercio electrónico, y por Steve Rubel para incluir todo tipo de herramientas colaborativas para comercio electrónico que permiten a los compradores obtener consejos y recomendaciones por parte de personas de confianza, encontrar productos y servicios y finalmente adquirirlos.
Actualmente el área del comercio social se ha expandido hasta incluir cualquier tipo de herramientas en medios sociales y contenidos generados en el contexto del comercio electrónico, pudiendo así mencionar como ejemplos de comercio social las valoraciones y análisis de productos, recomendaciones por parte de usuarios, herramientas de compra social (que permiten realizar compra grupal), foros y comunidades (cfr.), optimización de medios sociales, aplicaciones sociales y publicidad social (social advertising).
Algunos académicos distinguen, sin embargo, entre comercio social y compra social, refiriéndose al comercio social para describir redes colaborativas de vendedores en línea, y a la compra social para denotar la actividad colaborativa de compradores en línea.
Todavía no se ha determinado totalmente el impacto que el comercio social tiene en los hábitos de comportamiento de los compradores en línea, existiendo estudios que arrojan resultados dispares. Sin embargo, en general se acepta que, al tratarse de un campo relativamente reciente, sus posibilidades de crecimiento son aún grandes.
Los tres principales actores claves del comercio social son: el proveedor, el cliente y la plataforma de redes sociales, y estos afectan principalmente al comercio social  en términos clave de mecanismos de prestación de servicios, creación conjunta del valor y desempeño de la creación conjunta de valor.

## Características del comercio social
Las principales características del comercio social debido a su propio concepto y lo distinguen del comercio electrónico tradicional son:
- Interactividad: Las interacciones entre empresas (B2B), así mismo entre clientes (C2C) y también se trabaja entre empresas y consumidores (B2C).
- Colaboración: Se genera un entorno colaborativo en el que se comparte contenido propio de cada autor. Además de permitir la difusión de la información a través de redes sociales específicamente.
- Comunidad: Se presenta en una comunidad que busca conectar vendedores, en la comercialización principalmente de bienes.
- Aspecto social: Este es el aspecto clave diferenciador de otras actividades comerciales en la web. Además de la interacción entre clientes y vendedores en vivo para contribuir en información de  productos y servicios.[6]